# Patience Harris
Patience Glossop Harris (1857 - diciembre de 1901), fue una diseñadora de vestuario británica para el teatro conocida fundamentalmente por su trabajo con la actriz Ellen Terry.

## Biografía
Patience Glossop Harris era hija de Augustus Glossop Harris, actor y director de teatro, y Maria Ann (Bone) Harris, una costurera teatral. Tuvo dos hermanas, Ellen (Nelly) y María, y dos hermanos, Charles y Augustus, convirtiéndose este último en un actor y director teatral.
Harris supervisó el vestuario de la actriz Ellen Terry durante la primera década de la carrera de Terry en el Lyceum Theatre, desde finales de la década de 1870 hasta finales de la década de 1880. Durante este período, Harris diseñó trajes elaborados y pesados en telas lujosas para Romeo y Julieta, El mercader de Venecia y Mucho ruido y pocas nueces, entre otras obras.: 289–94 En 1882, Terry incorporó a la diseñadora de vestuario Alice Comyns Carr como colaboradora. : 304 Harris y Carr trabajaron juntas hasta 1887, pero sus gustos diferían, con Carr favoreciendo diseños más simples y fluidos en el estilo esteticista de vestuario. : 304–307 Sus desacuerdos llegaron a un punto crítico en 1887 sobre los diseños de las obras de teatro Henry VIII y The Amber Heart, y Harris dimitió. : 304  Carr la sucedió como diseñadora principal de vestuario de Terry.
Falta información sobre la década siguiente de la carrera de Harris. En el momento de su muerte, trabajaba para la empresa Auguste et Cie. : 288  Tanto Terry como el actor y manager Henry Irving usaron trajes que llevaban esta etiqueta. : 288 
Las circunstancias de la muerte de Harris provocaron una investigación y se sugirió que pudo haber muerto de alcoholismo. : 288 